# Malakoff (Käsegericht)

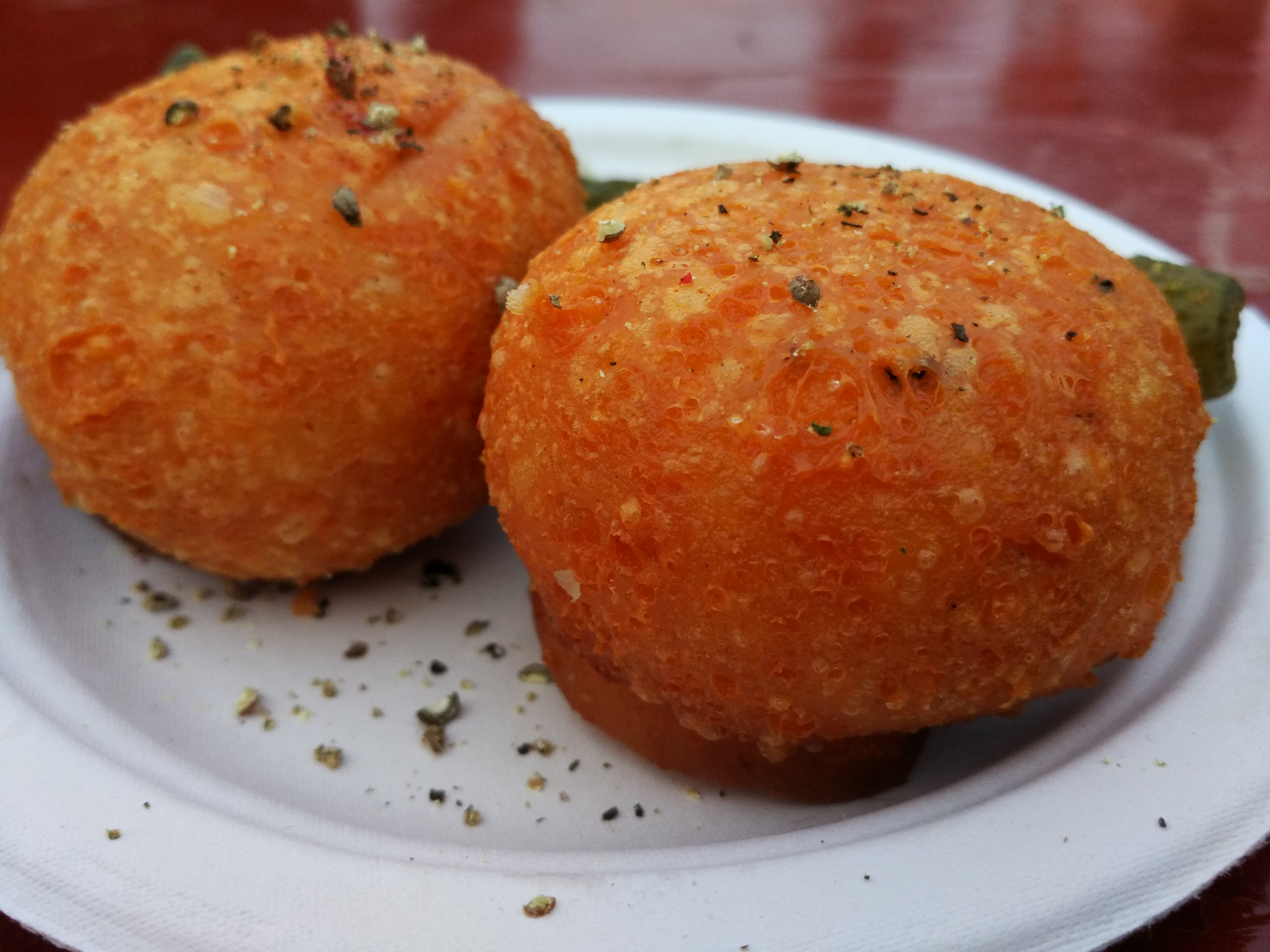
Malakoff

Ein Malakoff ist eine frittierte Käseschnitte aus der Schweizer Küche. Diese Speise ist nicht zu verwechseln mit der gleichnamigen Süssspeise, der in Österreich bekannten Malakoff-Torte, einer Charlotten-Art.
Die Schreibweise ist sowohl beim Käsegericht, als auch bei der Torte uneinheitlich in französischer als auch deutscher Transkription: sowohl mit -ff (Malakoff), als auch mit -w (Malakow).

## Herkunft
Im Krimkrieg 1854/55 gab es trotz Verbots noch Schweizer Reisläufer, deren Einsatz bei der Eroberung des Fort Malakow durch die Alliierten unter dem Kommando von Marschall Aimable Pélissier, dem späteren Duc de Malakow, erfolgreich war. Zurück in der Heimat entstand eine Käseschnitte, die den Namen Malakoff erhalten hat und heute noch in der Region Vinzel, Luins, Bursins und Begnins am Genfersee als Spezialität angeboten wird. Über das echte Rezept besteht nur insoweit Einigkeit, dass das Gericht frittiert wird.